# 중화인민공화국의 국장
중화인민공화국의 국장은 1950년 6월 23일에 열린 중국인민정치협상회의를 통해 제정되었으며 1950년 9월 20일에 중앙인민정부에 의해 승인되었다.
국장 가운데에는 빨간색 바탕에 베이징 내성의 남문인 톈안먼(천안문)이 그려져 있다. 톈안먼 위에는 5개의 노란색 별이 그려져 있으며 천안문 아래에는 톱니바퀴가 그려져 있다. 국장 안쪽을 벼 이삭이 감싸고 있고 국장 바깥쪽을 밀 이삭이 감싸고 있다. 5개의 별은 중국 공산당의 영도에 따른 혁명 인민의 대단결을, 밀 이삭과 벼 이삭은 농업을, 톱니바퀴는 공업을 상징한다.

## 사진

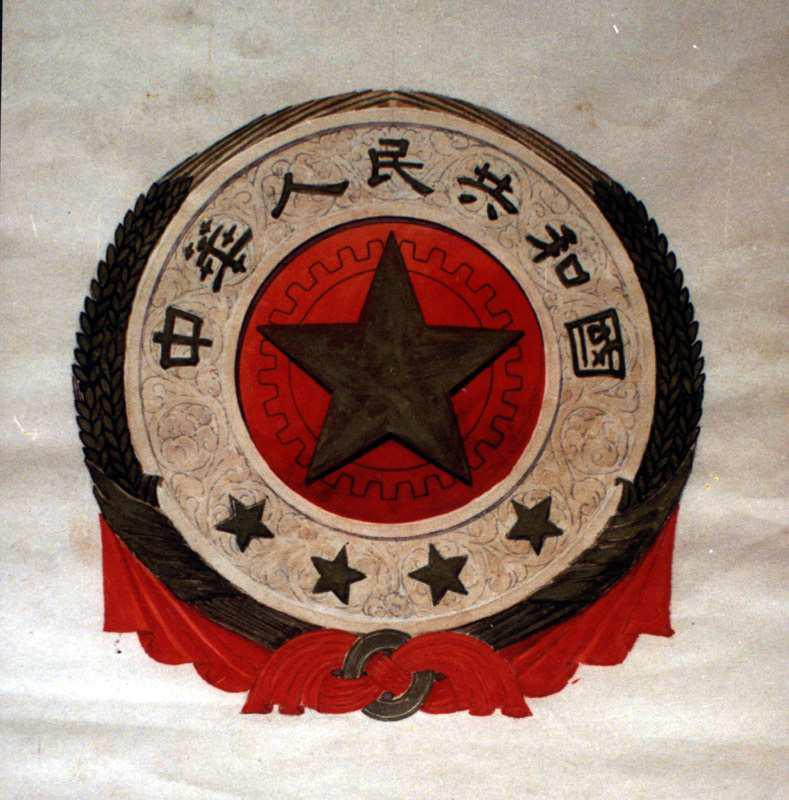
린휘인이 제작한 중화인민공화국의 국장 설계
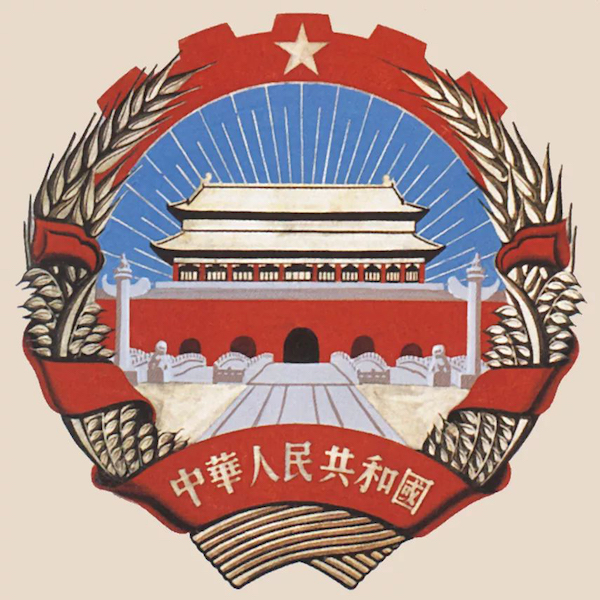
중앙미술학원이 제작한 중화인민공화국의 국장 설계
홍콩의 문장
마카오의 문장

## 같이 보기
- 중화인민공화국의 국기
- 중화인민공화국의 국가